# Lispe serotina
Lispe serotina är en tvåvingeart som beskrevs av Wulp 1896. Lispe serotina ingår i släktet Lispe och familjen husflugor. Inga underarter finns listade i Catalogue of Life.